# Rocciamelone
Il Rocciamelone (Rociamlon [rʊʧamˈlʊŋ] in piemontese, Rochemelon in francese) è una montagna delle Alpi Graie della Catena Rocciamelone-Charbonnel, alta 3.538 m s.l.m., situata in Piemonte, al confine tra la Valle di Susa e la Valle di Viù, sulla cui vetta convergono i territori comunali di Mompantero, Novalesa e Usseglio. 

## Etimologia
L'origine del nome è controversa. Secondo alcune fonti il nome deriva dal celtico "Roc Maol" dove "Maol" significa sommità in riferimento al fatto che la montagna appare come la più alta del circondario. Un'altra fonte fa derivare il nome dal ligure "Roc Mulun" o "Roc Mulé" in relazione al termine "molek" che significa sacrificio (specialmente umano).
Il nome venne poi latinizzato dai Romani diventando "Mons Romuleus",  a sua volta cambiato in "Monte Romuleo" nell'XI secolo. Questo nome fece nascere tante leggende come quella legata ad un certo re Romolo che si diceva passasse l'estate sulle sue pendici e che vi avrebbe nascosto i suoi tesori.

## Storia
Nel medioevo era considerato la più alta cima delle Alpi. Questa convinzione, che oggi sappiamo errata, era supportata da diversi fattori: il monte infatti incombe su Susa con un balzo che supera i tremila metri; inoltre era ben visibile per la sua caratteristica forma conica dalla frequentatissima Via Francigena, che portava oltralpe attraverso il Moncenisio, palesandosi anche al viaggiatore più distratto in un periodo in cui vaste zone alpine erano pressoché inesplorate.

### Prima ascensione e trittico
Nel medioevo vi furono diversi tentativi di salita alla vetta, compreso uno da parte dei monaci dell'abbazia di Novalesa che - si legge negli annali dell'Abbazia - vengono respinti da vento e grandine. La prima salita documentata risale al 1º settembre 1358, probabilmente un primato nell'arco alpino. Il crociato astese Bonifacio Rotario, catturato dai Turchi, si affida alla Madonna, promettendo, qualora fosse tornato in patria, di dedicarle un simulacro sulla vetta della prima montagna che avesse visto tornato sul suolo natio. 
Assistito da alcuni portatori, raggiunse effettivamente la vetta portando con sé come ex voto un pregevole trittico in bronzo inciso con il bulino, fatto realizzare a Bruges e dedicato appunto alla Madonna. Collocò l'opera in una grotta scavata nella roccia sulla cima della montagna. Questo storico evento alimentò per secoli una importante devozione popolare verso la Madonna, e molti altri pellegrini si aggiunsero a Bonifacio Rotario.
Il 5 agosto 1673 però un tale Giacomo Gagnor, soprannominato "il matto di Novaretto", fece un pellegrinaggio sul Rocciamelone e si portò via il famoso trittico dalla vetta recapitandolo poco tempo dopo al castello di Rivoli, convinto di fare un piacere al Duca di Savoia Carlo Emanuele II affinché potesse ammirarlo con la sua corte senza doversi sobbarcare la faticosa ascesa. Successivamente la preziosa opera fu collocata all'interno della cattedrale di San Giusto a Susa e, a partire dal 2000, è possibile ammirarlo presso il Museo Diocesano di Susa dove è attualmente conservato ed esposto al pubblico.

## Descrizione

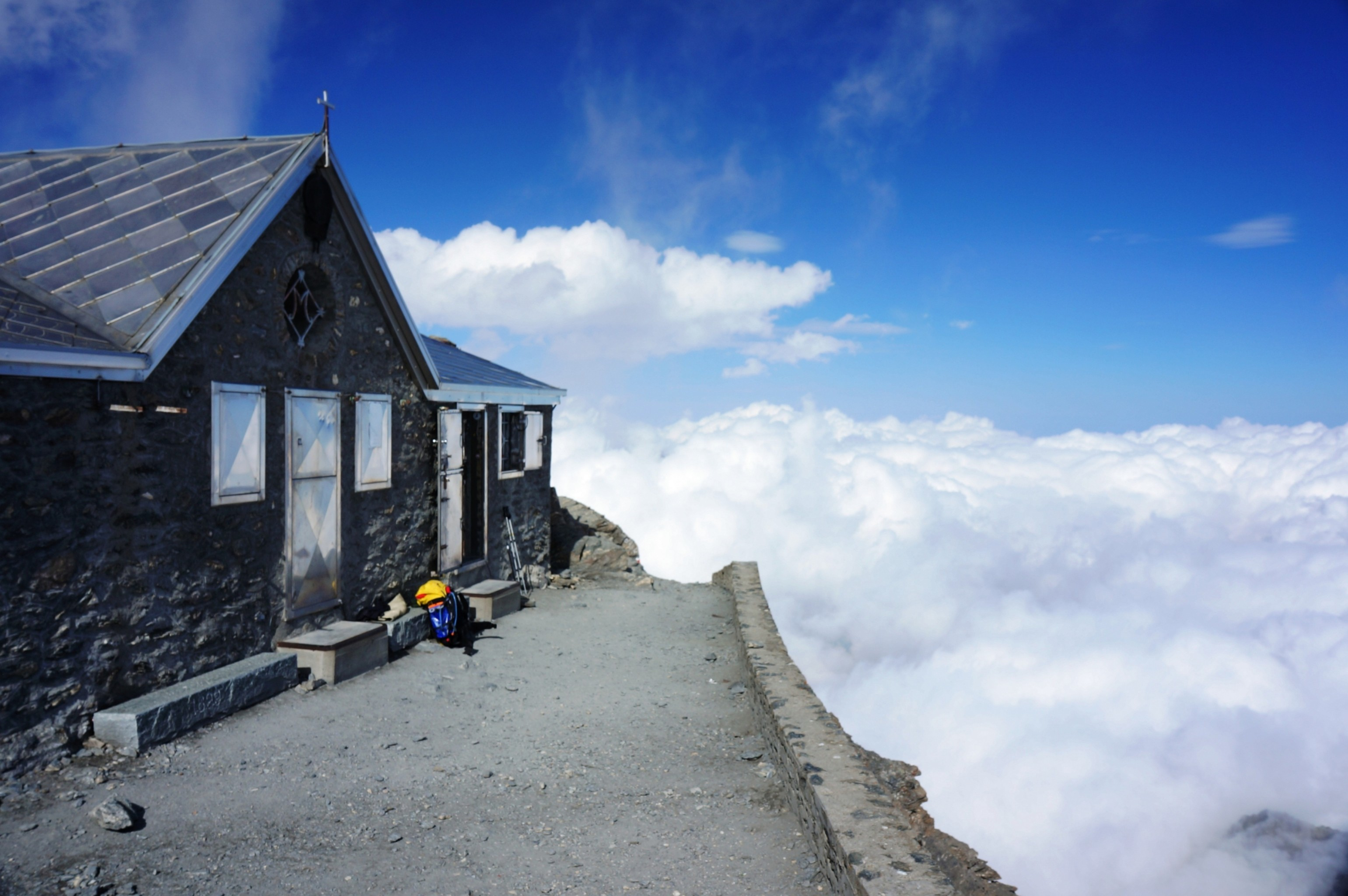
La chiesa in vetta intitolata a Nostra Signora del Rocciamelone.

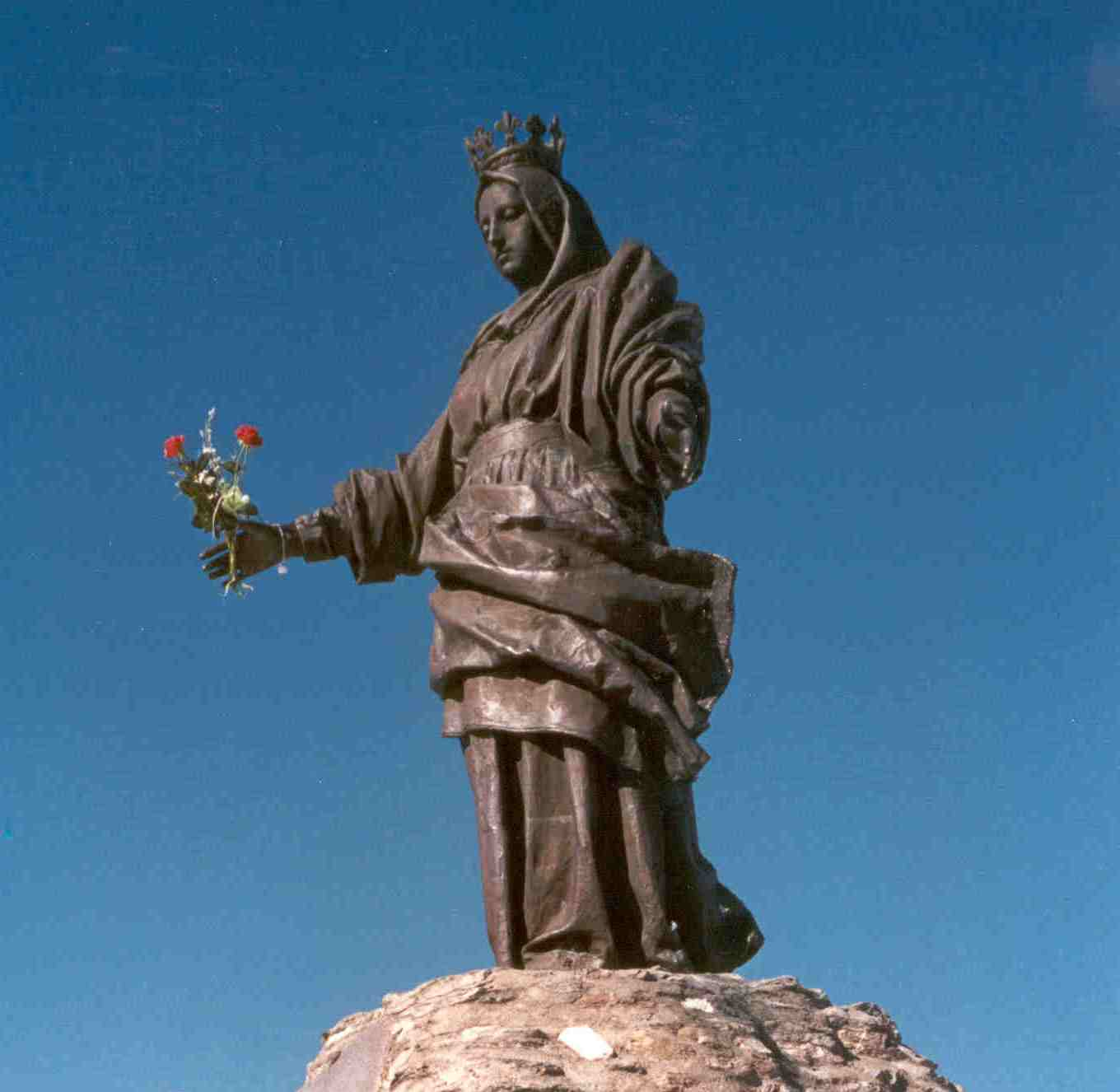
Statua della Madonna sulla vetta.

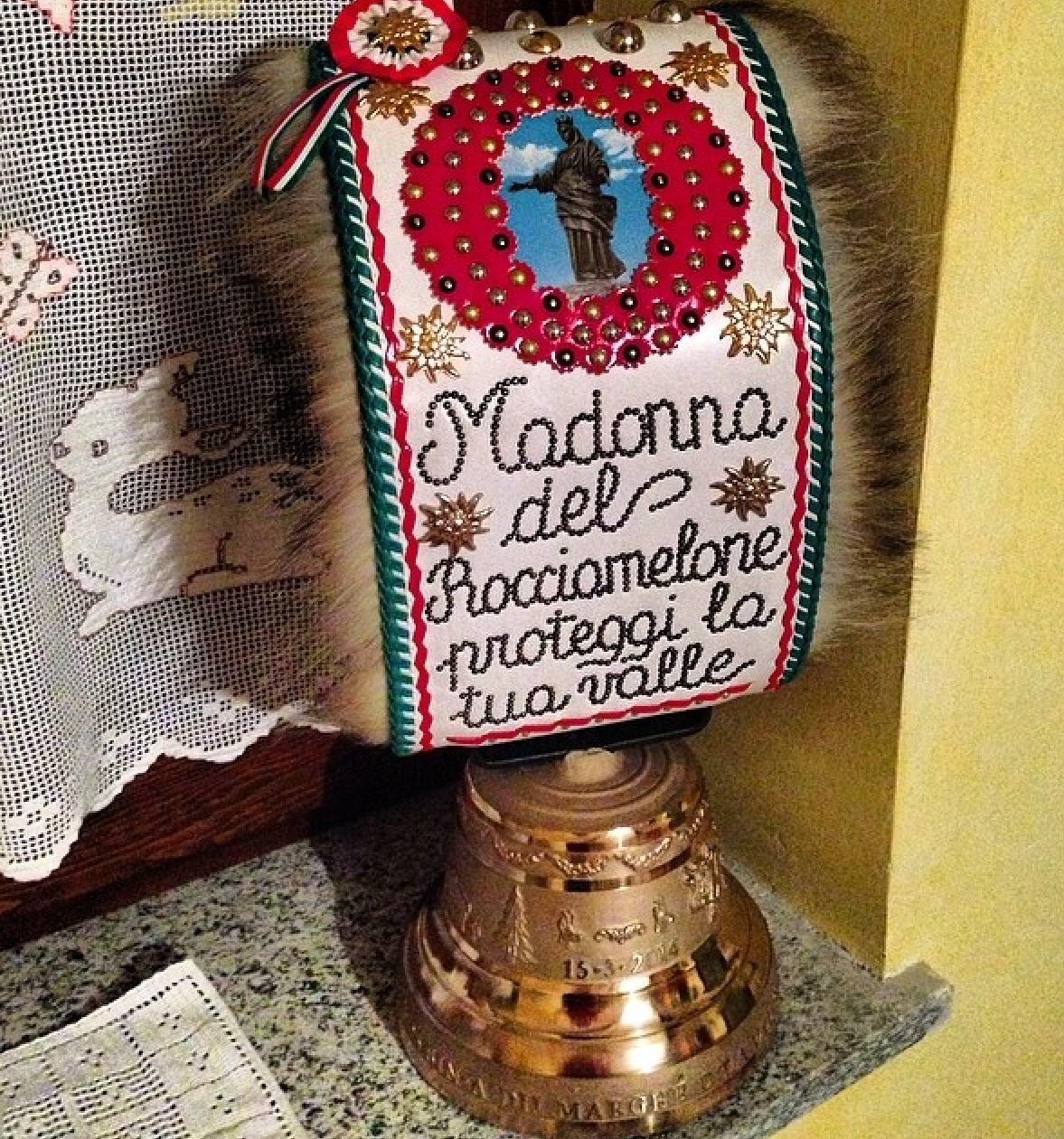
Esempio di campana, che, attaccata al collo del bovino, rallegra con il suo suono le "ruduná" verso gli alpeggi.

Oggi la vetta del Rocciamelone è molto frequentata dagli escursionisti e dai pellegrini particolarmente avventurosi, in particolare in occasione della festa della Madonna della Neve che si svolge ogni anno il 5 agosto. 
La sommità è quasi "affollata": vi si trovano il santuario più alto d'Europa, intitolato a Nostra Signora del Rocciamelone e una statua in bronzo, dedicata sempre alla Madonna, realizzata nel 1899 ed inaugurata il 28 agosto di quell'anno grazie ad una grandiosa sottoscrizione di 130.000 bambini di tutta Italia, ideata dal Vescovo di Susa Mons. Edoardo Giuseppe Rosaz. La statua, portata in vetta a spalle dagli alpini del battaglione "Susa" appartenenti al 4º Reggimento alpini (era stata preventivamente divisa in otto pezzi), è alta 3 metri ed ha al suo interno una fitta armatura di rinforzo e sostegno in ferro dal peso complessivo di ben 800 kg.
Oltre a ciò sono presenti un rifugio, detto Rifugio Santa Maria, da 15 posti per le emergenze, e un busto realizzato da Cesare Biscarra  che raffigura il re Vittorio Emanuele II, il quale aveva effettuato la salita al Rocciamelone nel 1838 quando era ancora solo principe di Piemonte. Sul versante ovest, a quota 3.200 m, è presente un ghiacciaio nel quale, nel 1985, si è formato un lago che è andato via via ingrandendosi a causa delle estati calde che hanno determinato la fusione del ghiaccio.
Ogni anno a marzo i pastori e i malgari delle valli di Susa e limitrofe dedicano una grande cena alla Madonna del Rocciamelone, chiedendo la grazia per le mandrie che saliranno in alpeggio l'estate seguente, esibendo campane e campanacci dipinti.

### Geodesia
Sulla cima della montagna si trova il vertice trigonometrico della rete primaria di inquadramento IGM95, con un centrino GPS fissato alla roccia nei pressi della statua della Madonna e denominato Rocciamelone (cod. 055903).

## Ascesa alla vetta

### Via normale
La salita si effettua partendo poco sotto il rifugio "La Riposa" a 2.050 m circa, dove si può lasciare il mezzo meccanico. A vista si procede verso il rifugio Cà d'Asti (il primo in Italia, 2854 m) su ampi pendii erbosi. Dal rifugio si sale seguendo la segnaletica bianco-rossa su pietraie stabili se asciutte e con una serie di tornanti si arriva alla Crocetta di Ferro (3306 m). Inizia qui la parte dove bisogna prestare attenzione perché il percorso è facile ma esposto; per questo motivo, il sentiero è stato attrezzato con corde fisse fino al santuario e quindi alla vetta. In assenza di neve o ghiaccio, la salita non comporta alcuna difficoltà tecnica; si svolge però in alta quota, quindi occorre essere protetti da un abbigliamento consono. La difficoltà del percorso è valutata E o EE a seconda delle relazioni.

### Via dalla valle di Viù
Altra via di salita si effettua dalla valle di Viù partendo dal lago di Malciaussia. L'itinerario, alquanto lungo ed impegnativo, ha come punto di appoggio e di passaggio obbligato il rifugio Ernesto Tazzetti. Questa via passa anche sul ghiacciaio del Rocciamelone, ed ha alcuni tratti di facile arrampicata. La difficoltà complessiva è valutata diversamente da diversi autori: secondo quanto riportato sul sito del C.A.I. di Lanzo, è un itinerario con difficoltà escursionistica, valutato come EE; secondo quanto riportato su gulliver.it si tratta invece di un percorso con difficoltà alpinistica, valutata  F.

## Sport
La vetta del Rocciamelone costituisce l'arrivo della corsa denominata Red Bull K3, sponsorizzata dall'azienda austriaca Red Bull, prima gara di triplo chilometro verticale che ha la sua partenza da Susa, si snoda lungo i sentieri della montagna per la prima parte fino alla località Trucco (1.670 m), nella seconda segue i prati e la pietraia fino al rifugio Cà d'Asti (2.854 m) ed infine, di nuovo, lungo il sentiero roccioso parzialmente attrezzato fino alla vetta. Si tratta di un tracciato molto particolare: infatti è l'unico possibile in Europa che consente di superare un impressionante dislivello di 3.036 m in neanche 10 km di sviluppo orizzontale (9,7 km) senza dover attraversare ghiacciai o arrampicare.
La prima edizione si è svolta il 2 agosto 2014. L'atleta piemontese Marco Moletto vi ha subito stabilito il nuovo record di ascesa della montagna a partire dalla centrale piazza Savoia di Susa (503 m) con il tempo di 2 h e 6 min, infrangendo il vecchio primato del 1986 di 2 h e 14 min che apparteneva a Daniele Ivol. Tale record è stato ulteriormente migliorato nell'edizione successiva del 2015 dove lo scialpinista svizzero Remi Bonnet ha fermato il cronometro a sole 2 h 1 min e 57 s. L'edizione 2017 della corsa viene vinta dallo svizzero Martin Anthamatten, che infrange per la prima volta il muro delle due ore (1 h 58 min e 53 s) stabilendo così il nuovo primato di salita della montagna con partenza da Susa.

## Tutela naturalistica
L'area del Rocciamelone costituisce un Sito di Importanza Comunitaria anche'esso denominato Rocciamelone e con codice IT1110039.

## Galleria d'immagini

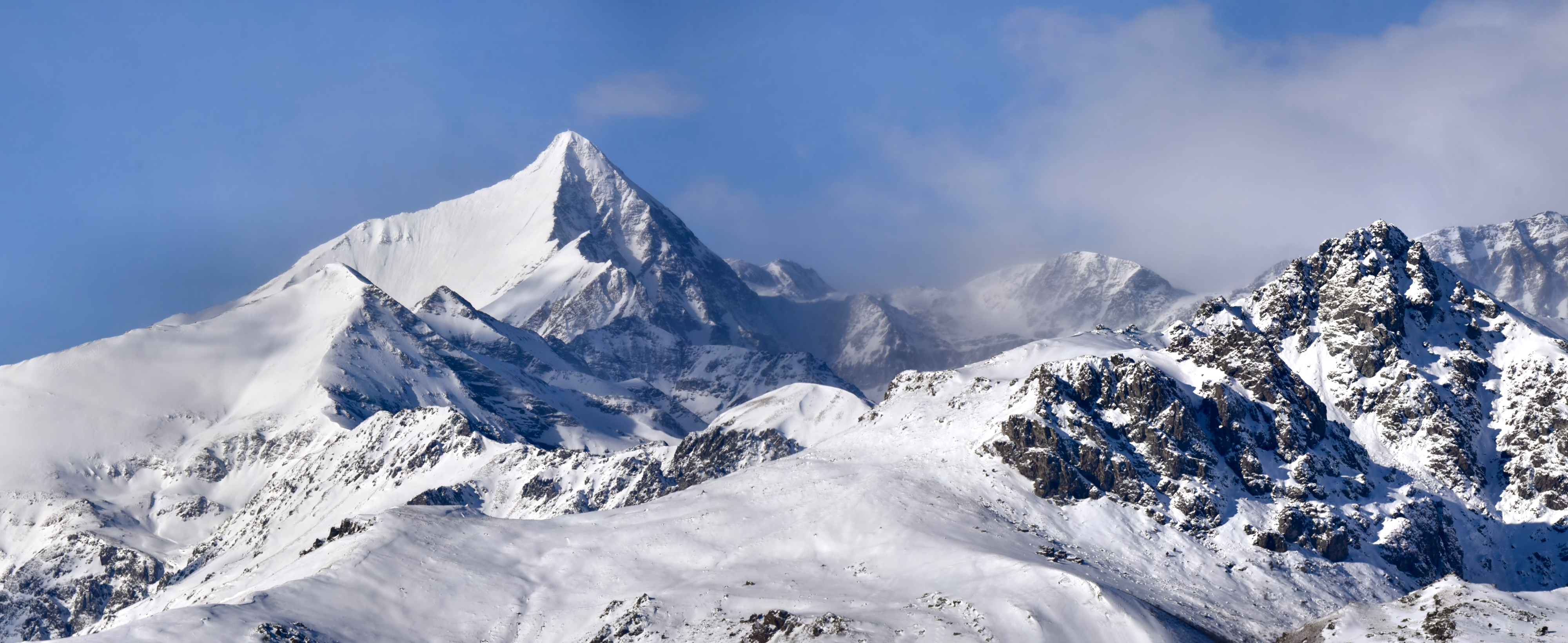
Il monte visto da est
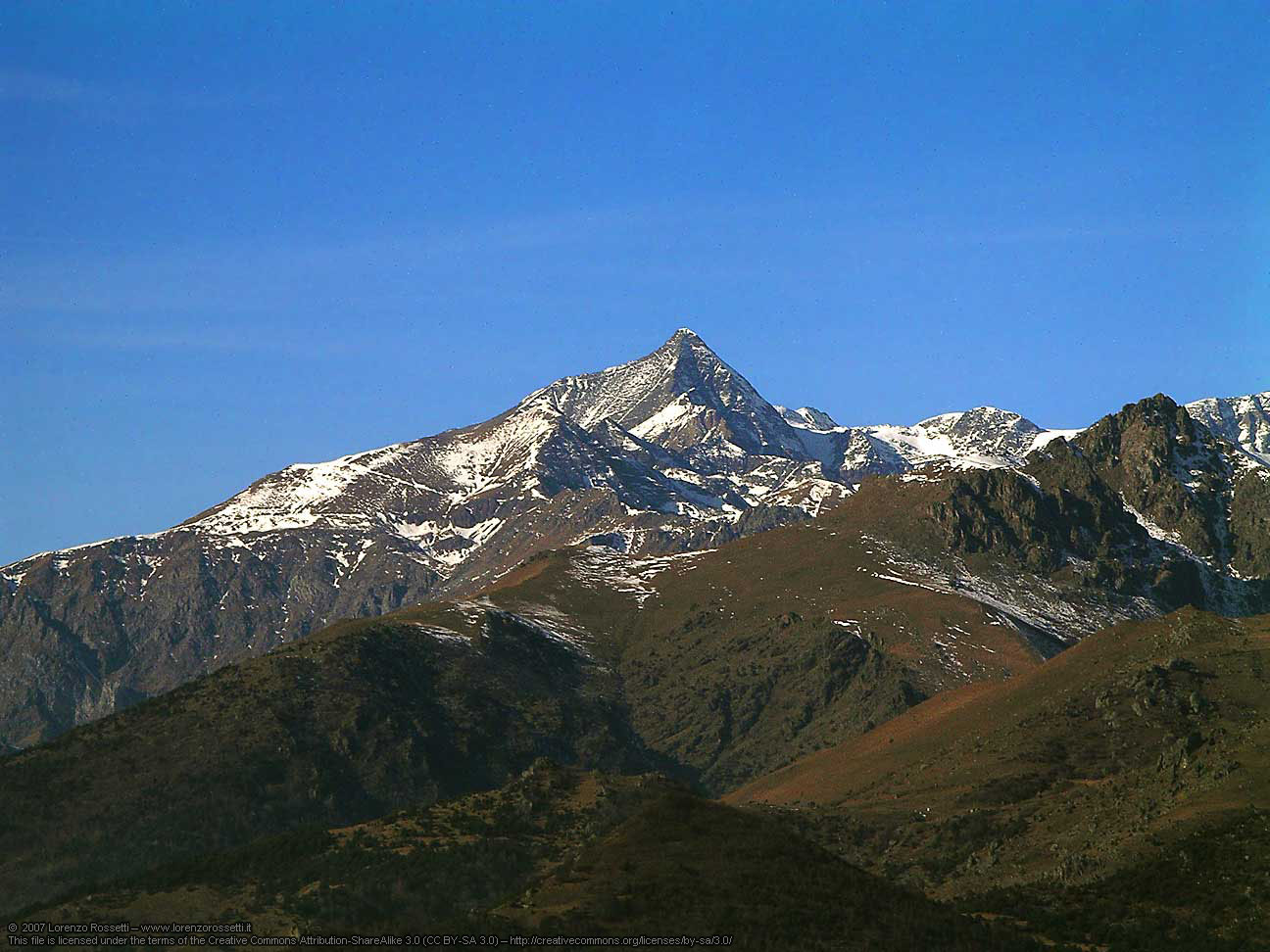
Veduta dalla Rocca Sella (1508 m)
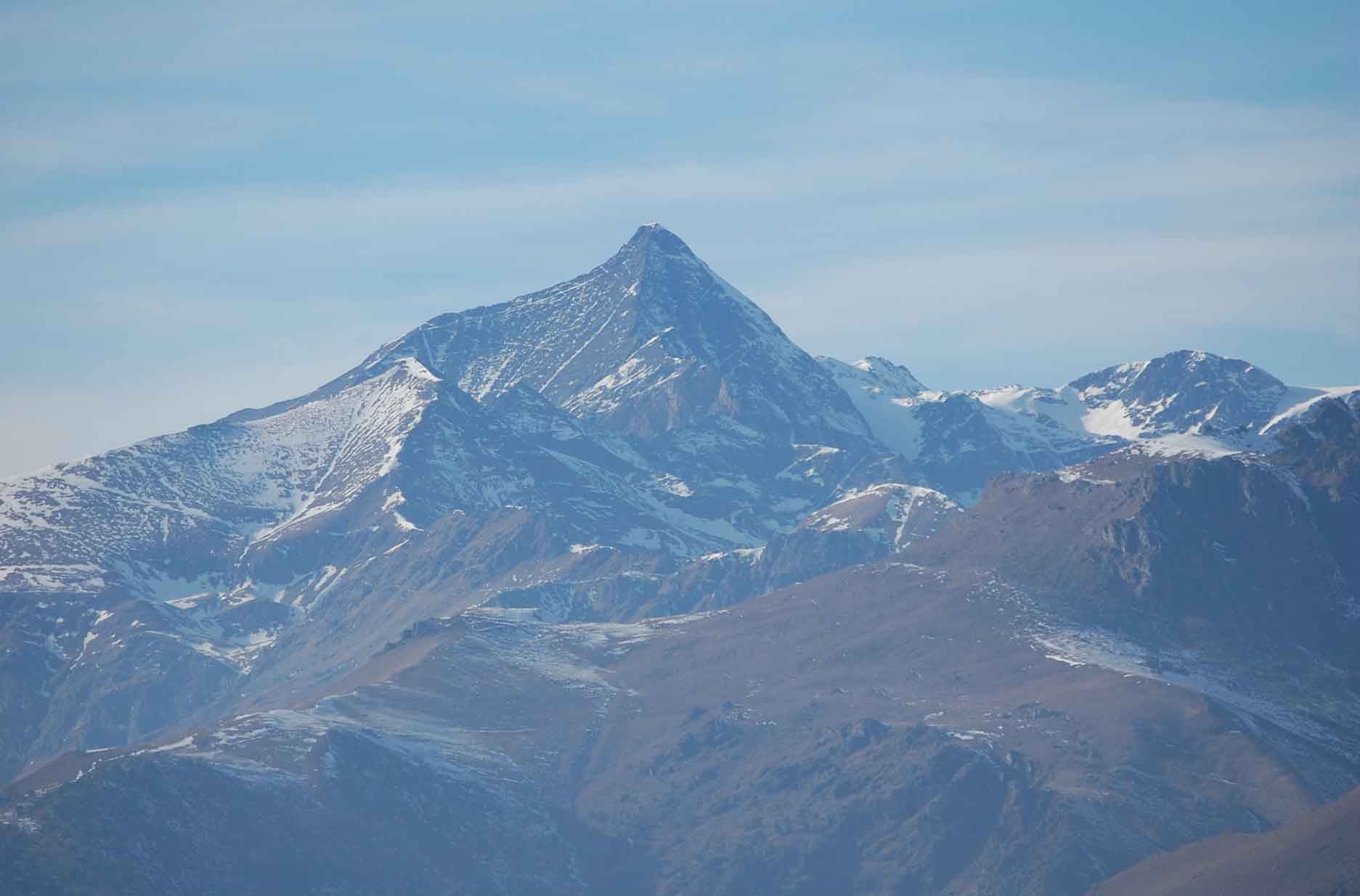
Altra immagine del Rocciamelone
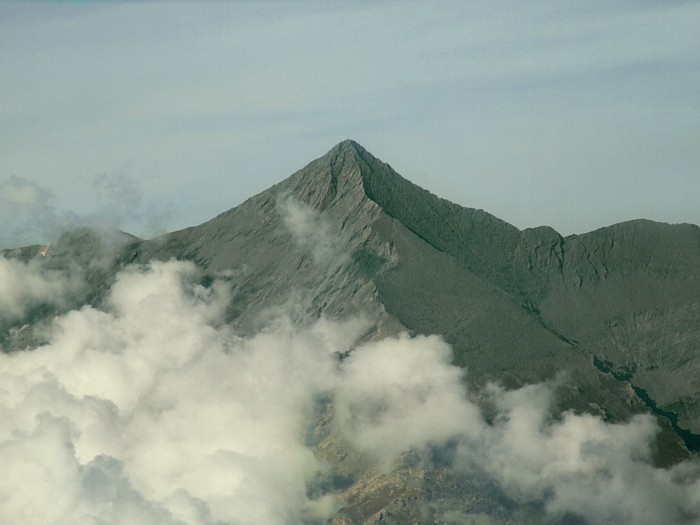
Veduta dal Colle delle Finestre
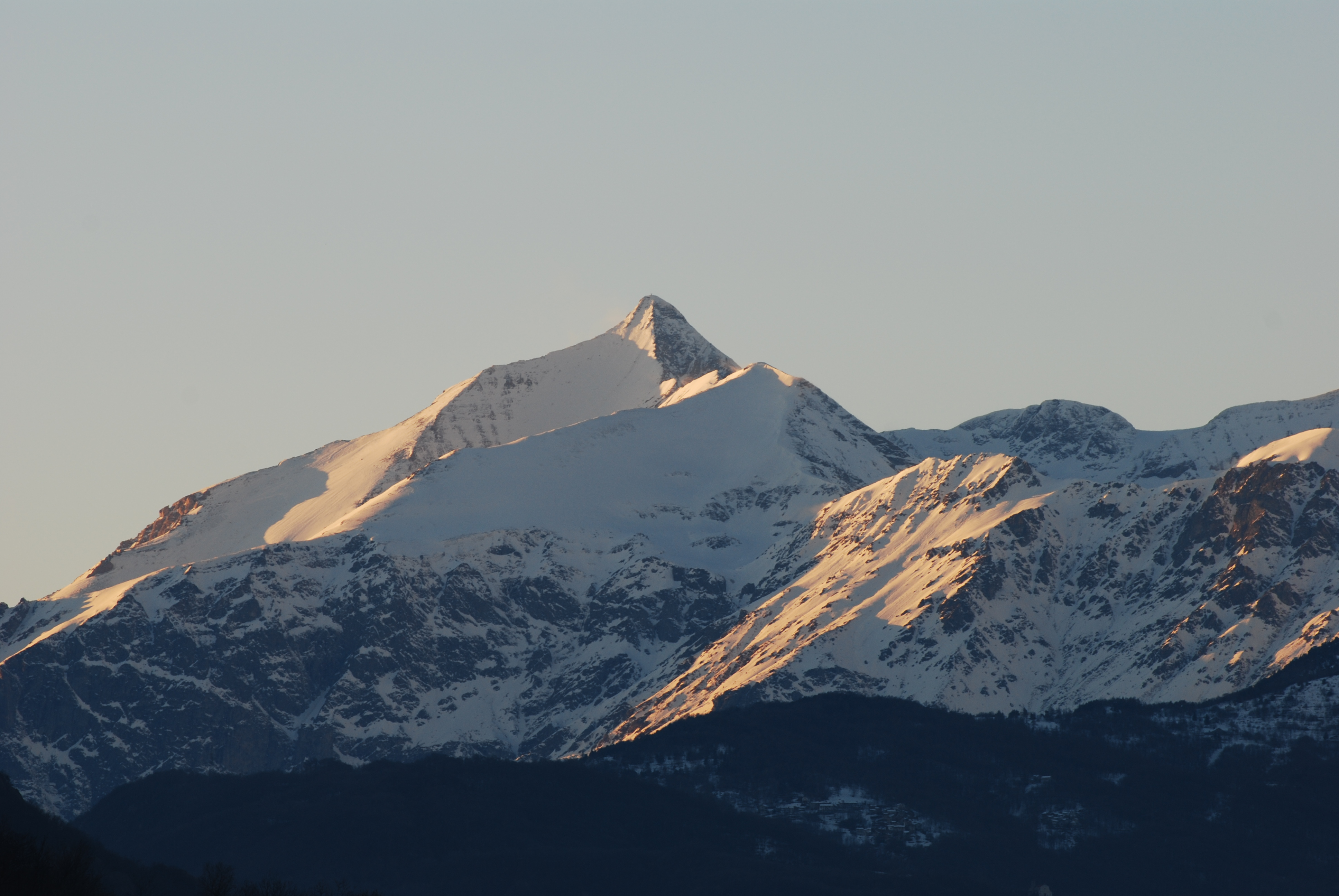
Il Rocciamelone innevato
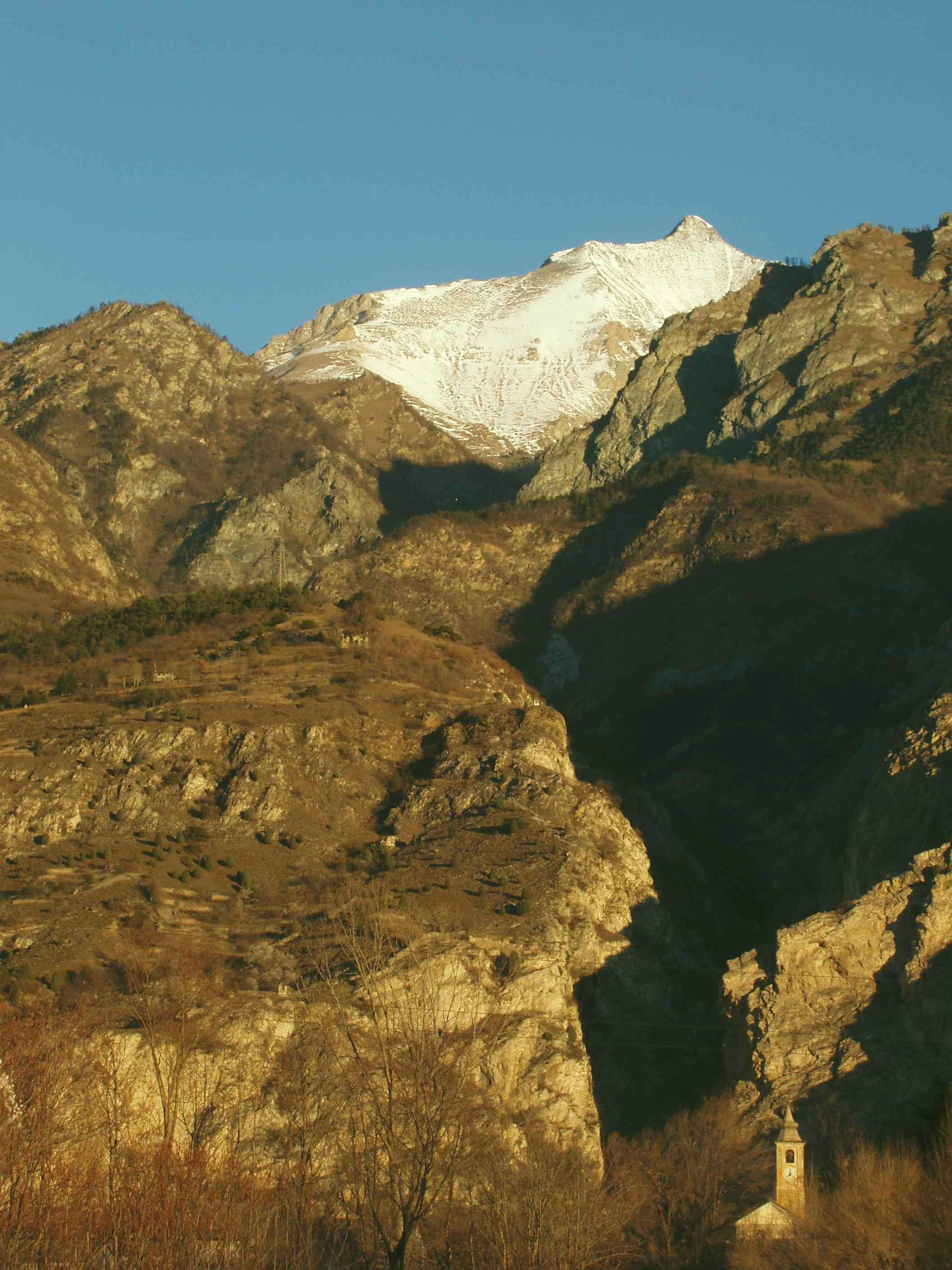
Il Rocciamelone; in primo piano l'Orrido di Foresto
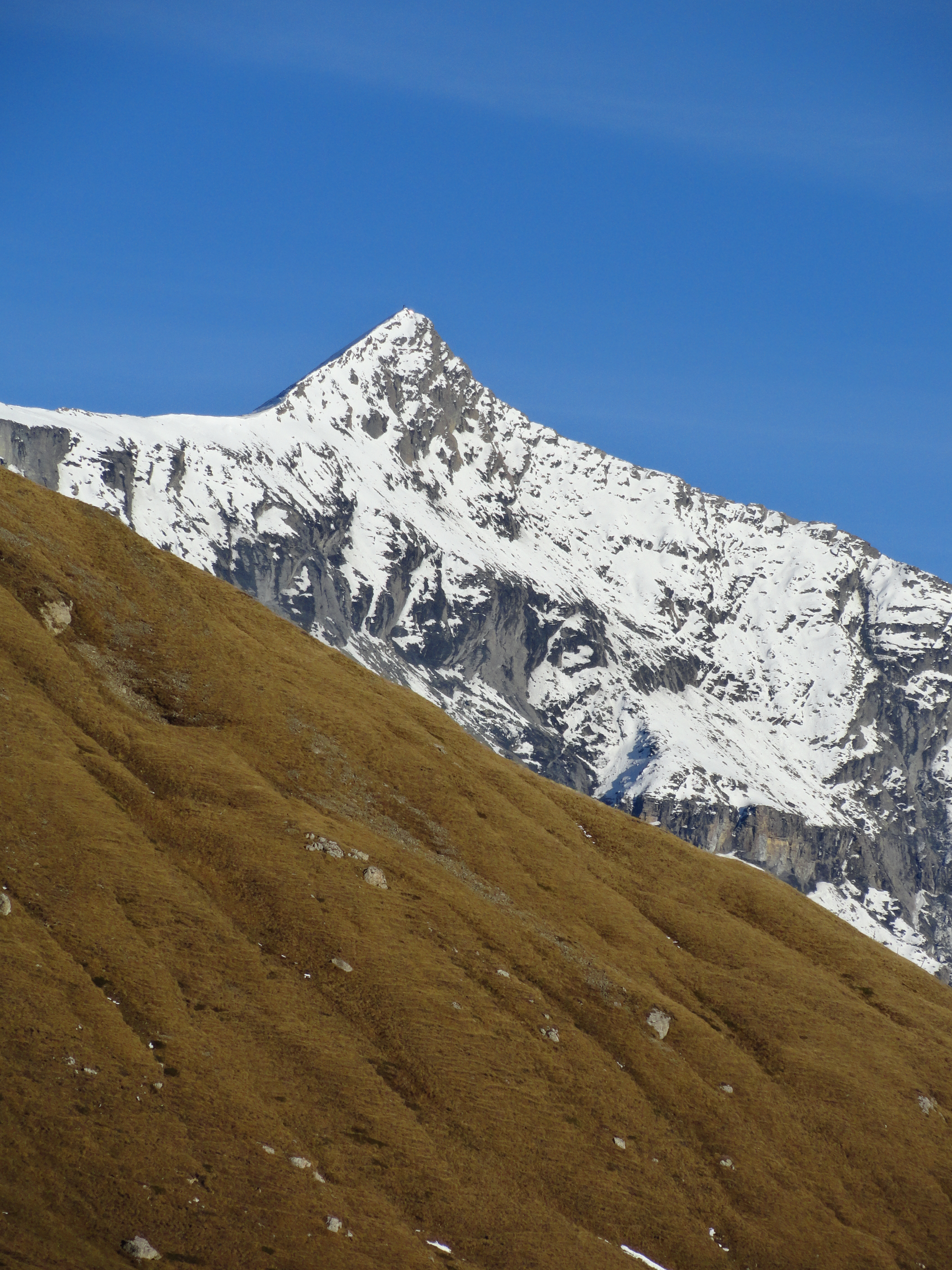
Il Rocciamelone visto dai ruderi della Batteria La Court
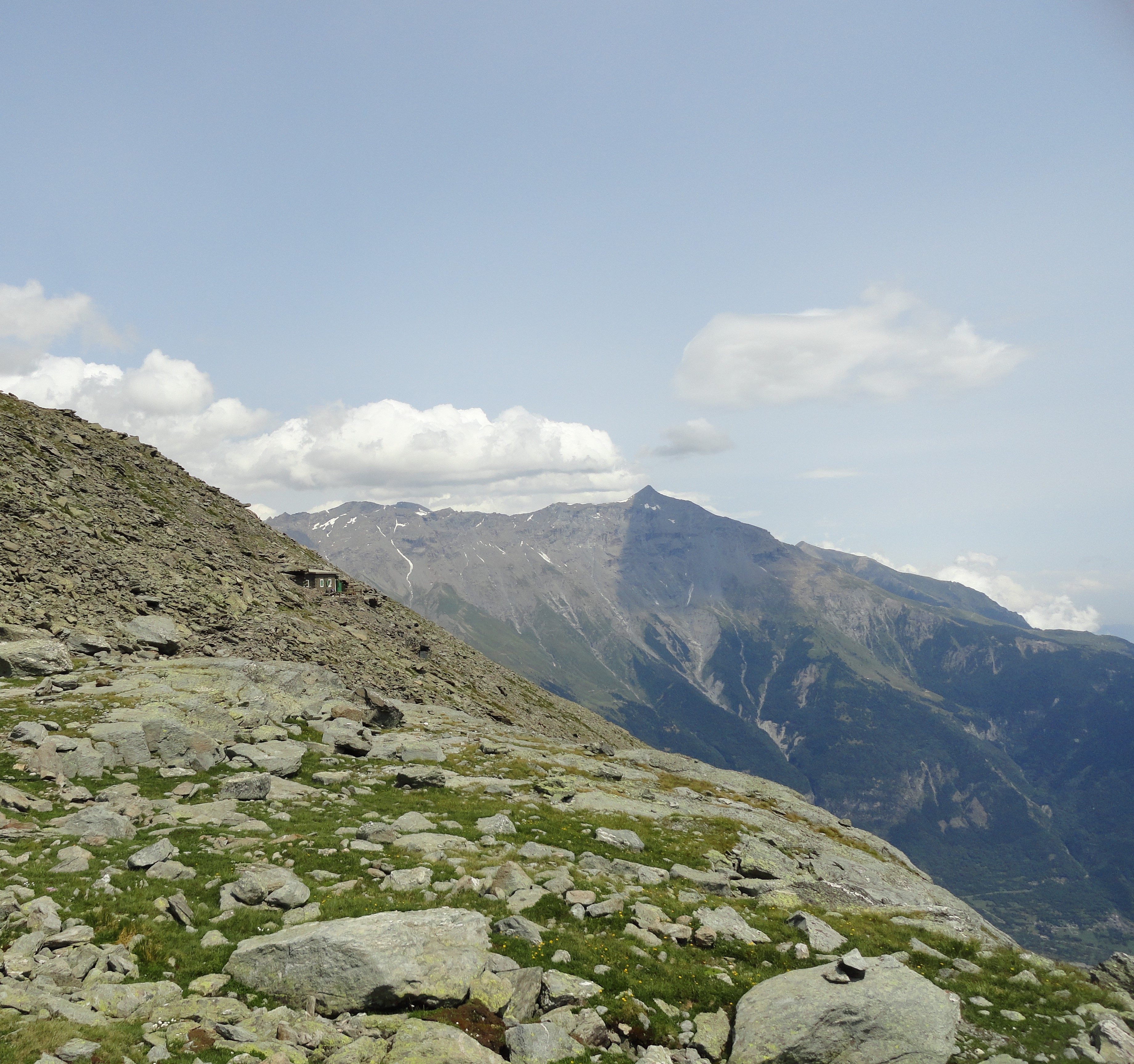
Il Rocciamelone visto dalla zona del Rifugio Piero Vacca (Monte Giusalet)
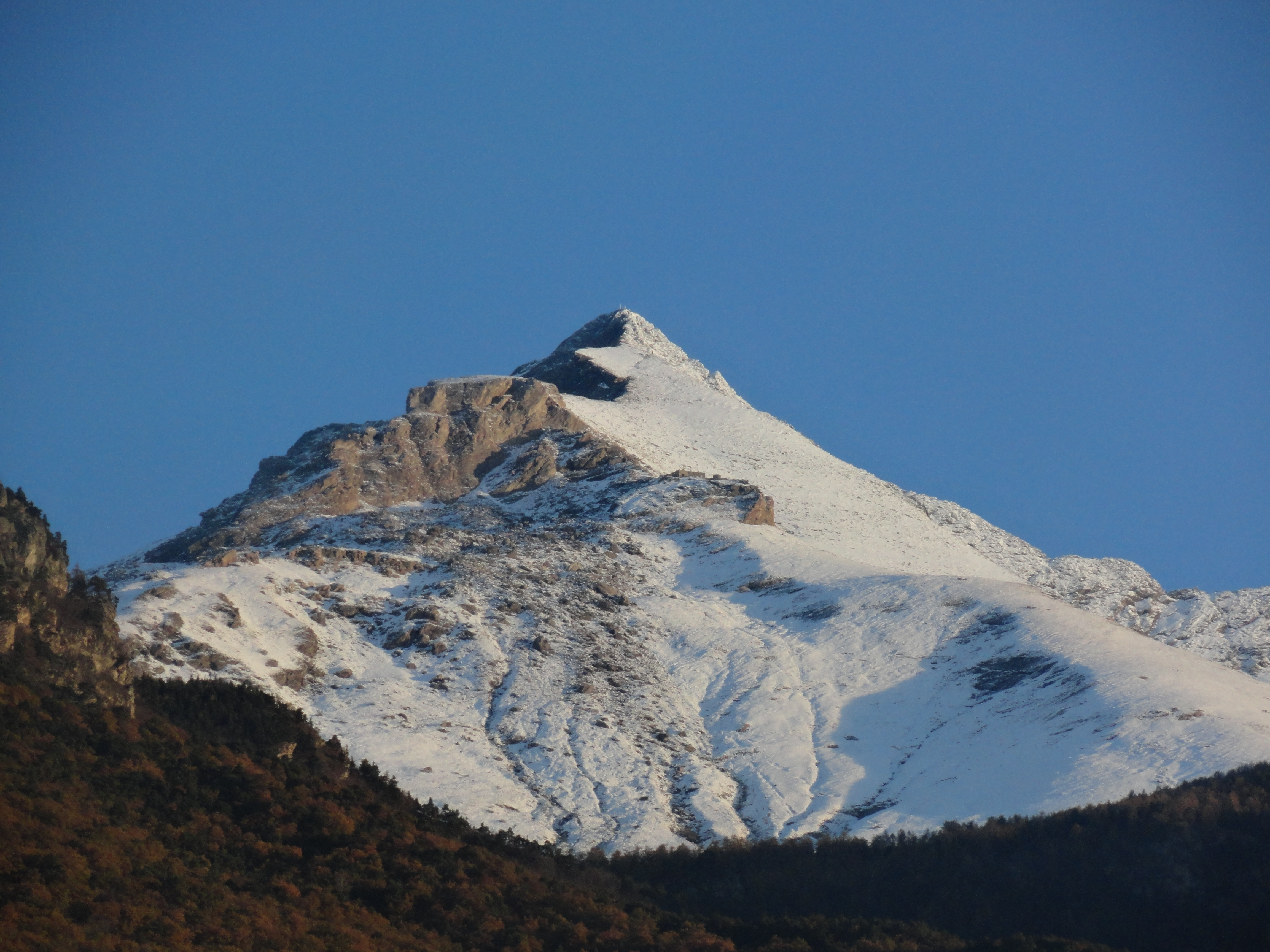
La "piramide" innevata del Rocciamelone vista dalla periferia di Susa. Al centro della montagna si può notare il Rifugio Cà d'Asti
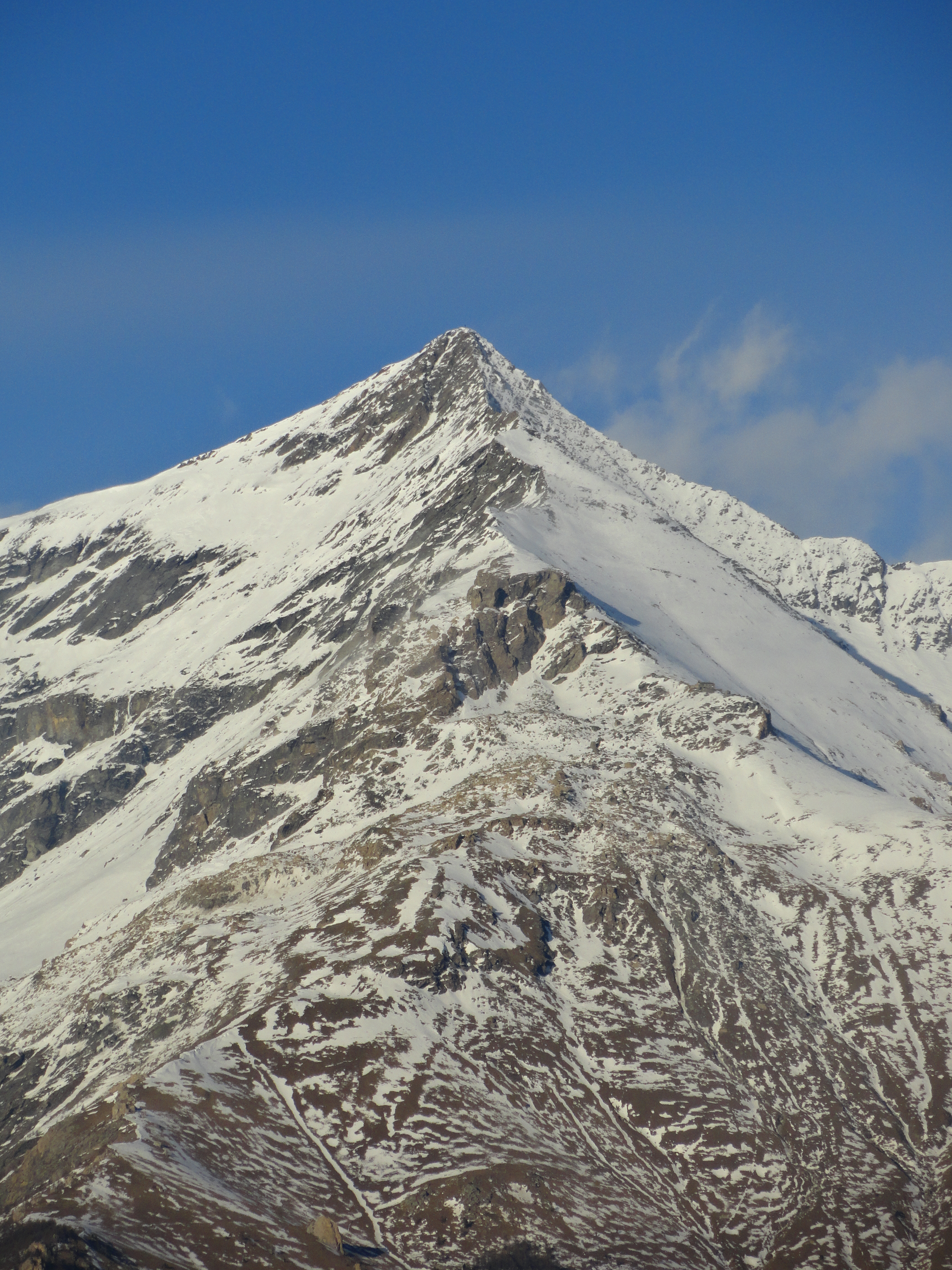
Il Rocciamelone visto dalla Certosa della Losa
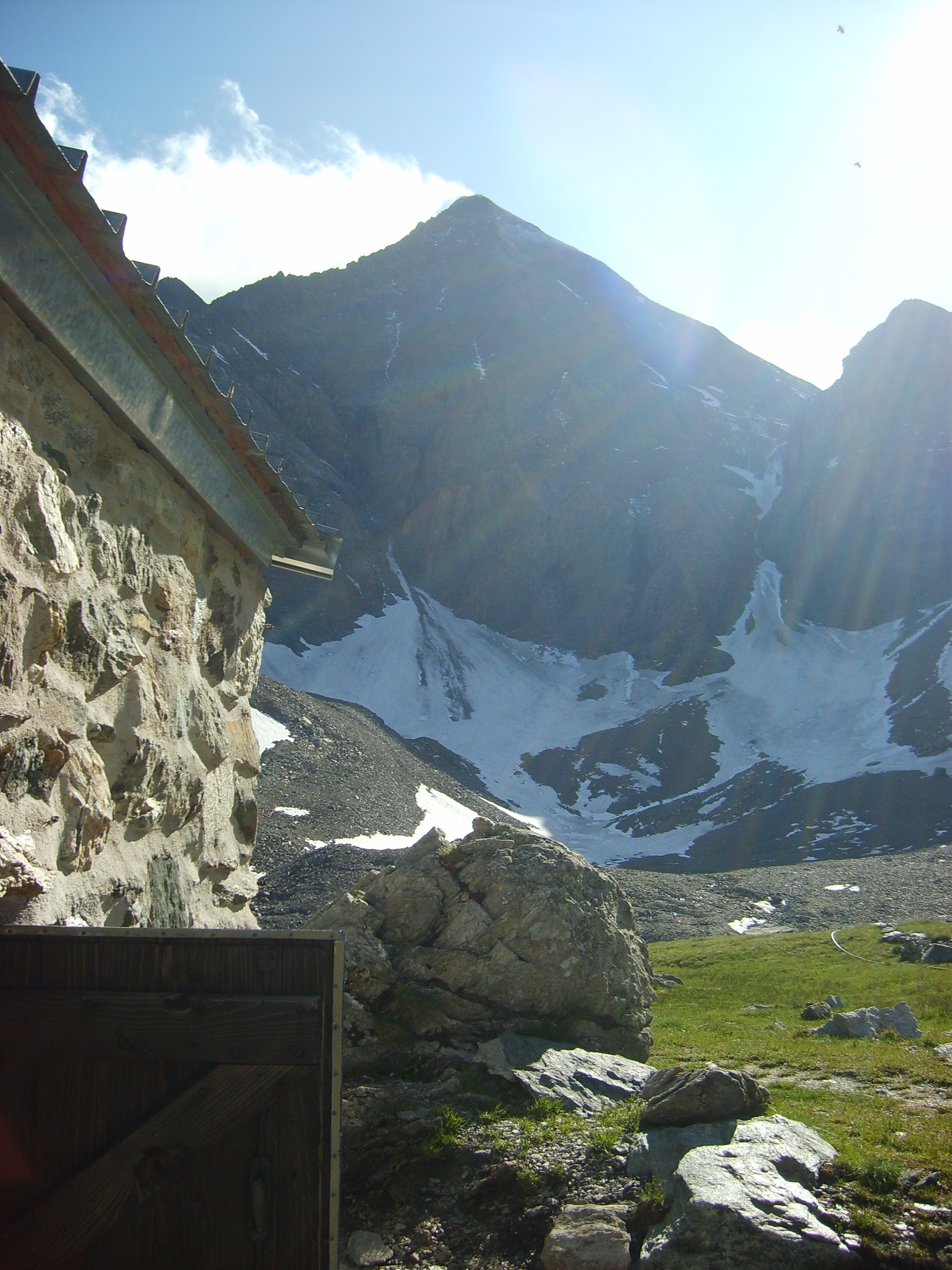
Il Rocciamelone visto dal rifugio Tazzetti (parete NE)
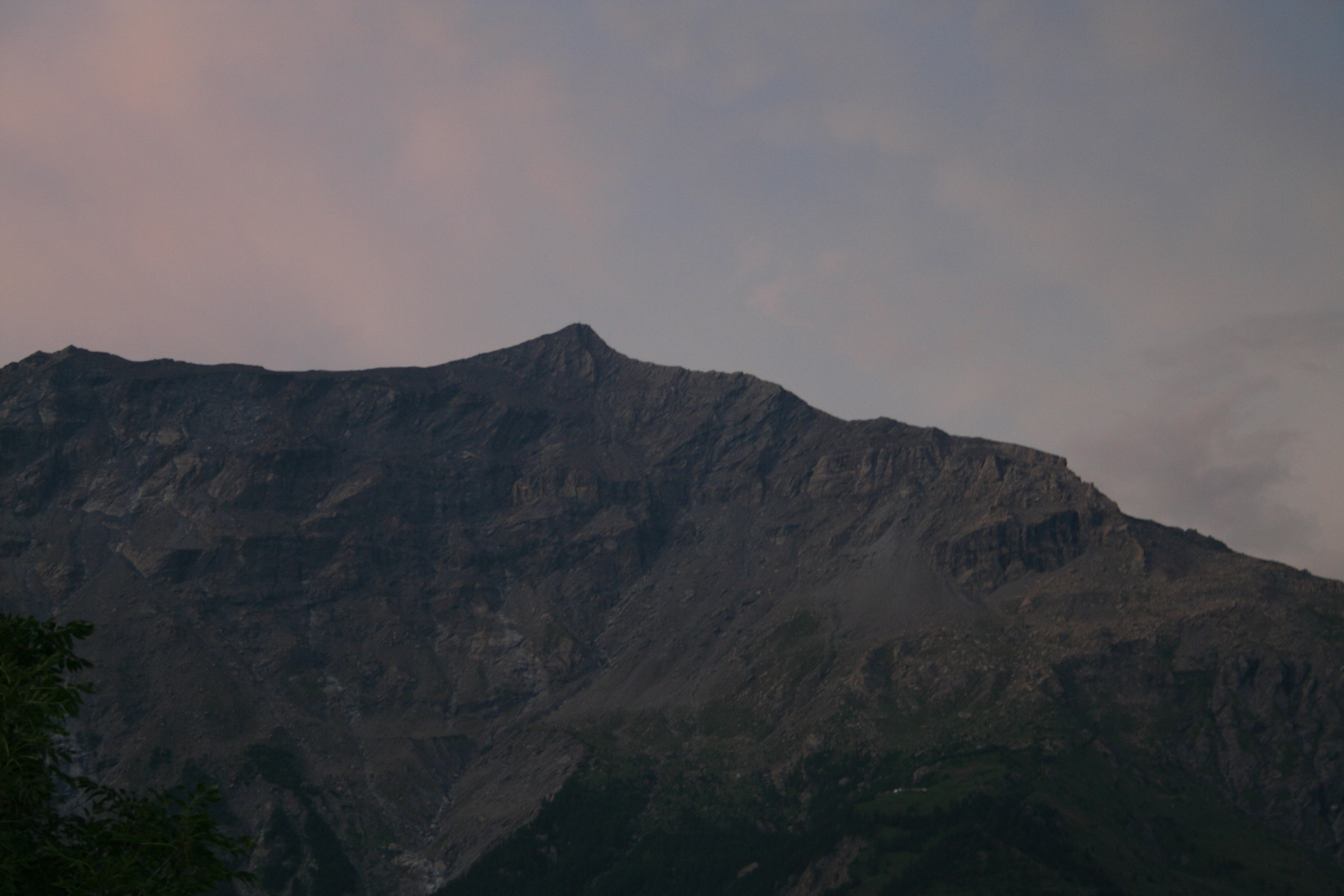
Veduta serale, d'estate